# Regeringen Helle Thorning-Schmidt I
Regeringen Thorning-Schmidt var Danmarks regering från den 3 oktober 2011 till den 3 februari 2014. Det var en koalitionsregering bestående av Socialdemokraterne, Radikale Venstre och Socialistisk Folkeparti, som tillsammans bildade en minoritetsregering med stöd av Enhedslisten.
På grund av dess minoritet i Folketinget formades regeringens politik tillsammans med det största oppositionspartiet Venstre, och därför fick flertalet av de löften man lovat inför folketingsvalet 2011 ges upp. Dessa stora överenskommelser gjordes för att minimera socialistiska Enhedslistens inflytande över politiken, samtidigt var regeringen helt beroende av Enhedslistens stöd för att kunna sitta kvar.
Kritiker menade hösten 2013 att regeringen brutit flertalet av det löften man gav inför valet, men forskare menade att regeringen i stort sett hunnit genomföra allt det man lovat. Regeringen hade hösten 2013 dåligt stöd i opinionen, något som analytiker menade berodde på dålig kommunikation mellan regeringen och befolkningen.
Regering är historisk eftersom Helle Thorning-Schmidt blev den första kvinnliga statsministern i Danmark, men också för att det var första gången Socialistisk Folkeparti, grundat 1959, befann sig i regeringsställning. 

## Regeringsbildning
Efter folketingsvalet 2011 fortsatte det styrande partiet Venstre att vara det enskilt största partiet i folketinget, samtidigt som Socialdemokraterne förlorade ett mandat. Trots detta kunde Socialdemokraterna tillsammans med Radikale Venstre och Socialistisk Folkeparti bilda regering med hjälp av Enhedslisten, och därmed begära makten. Dåvarande statsministern Lars Løkke Rasmussen lämnade in sin regerings avgångsbegäran till drottning Margrethe II den 16 september 2011, och därefter höll drottningen möte med alla partiernas ledare.
Hon gav sedan Helle Thorning-Schmidt uppgiften att bilda regering. Rasmussens regering fortsatte i form av expeditionsministär fram till den 3 oktober 2011, då Thorning-Schmidts regering tillträdde. Helle Thorning-Schmidt blev i och med detta Danmarks första kvinnliga statsminister.

## Regeringsförändringar

### 2012
Den 16 oktober genomförde Thorning-Schmidt en regeringsombildning på begäran av Socialistisk Folkepartis nya partiledare Annette Vilhelmsen. Två SF-ministrar fick lämna regeringen och två nya SF-ministrar tillträde (inklusive Vilhelmsen).
Den 6 december gick kulturminister Uffe Elbæk av på grund av anklager om jäv och nepotism. Han ersattes av Marianne Jelved.

### 2013
Den 9 augusti genomförde Thorning-Schmidt en regeringsombildning där fem ministrar bytte ministerportföljer, Två S-ministrar fick lämna regeringen och en ny S-minister tillträde.
Den 21 november gick ministern för utvecklingsbistånd Christian Friis Bach av efter skandalen om resreglerna i GGGI.
Den 10 december fick justitieminister Morten Bødskov sparken därför att han ljög om sin roll i ett Christiania-besök.
Den 12 december lämnade utrikesminister Villy Søvndal posten på grund av hjärtbesvär.

## Regeringskollapsen
Den 30 januari 2014 meddelade Socialistisk Folkeparti och dess partiledare Annette Vilhelmsen att de lämnar regeringssamarbetet efter en split mellan partiet och Socialdemokraterne och Radikale Venstre gällande försäljningen av det statliga energibolaget DONG Energy till Goldman Sachs.
Statsminister Helle Thorning-Schmidt presenterade sin nya regering den 3 februari 2014 utan att utlysa nyval.

## Ministären
| Ämbete                                                               | Minister | Minister               | Tillträdde       | Avgick                         | Parti                   |
| -------------------------------------------------------------------- | -------- | ---------------------- | ---------------- | ------------------------------ | ----------------------- |
| Statsminister                                                        |          | Helle Thorning-Schmidt | 3 oktober 2011   | 3 februari 2014                | Socialdemokratiet       |
| Statsministerns ställföreträdare, ekonomi- och inrikesminister       |          | Margrethe Vestager     | 3 oktober 2011   | 3 februari 2014                | Radikale Venstre        |
| Utrikesminister                                                      |          | Villy Søvndal          | 3 oktober 2011   | 12 december 2013               | Socialistisk Folkeparti |
| Utrikesminister                                                      |          | Holger K. Nielsen      | 12 december 2013 | 30 januari 2014                | Socialistisk Folkeparti |
| Finansminister                                                       |          | Bjarne Corydon         | 3 oktober 2011   | 3 februari 2014                | Socialdemokratiet       |
| Justitieminister                                                     |          | Morten Bødskov         | 3 oktober 2011   | 12 december 2013               | Socialdemokratiet       |
| Justitieminister                                                     |          | Karen Hækkerup         | 12 december 2013 | 3 februari 2014                | Socialdemokratiet       |
| Försvarsminister                                                     |          | Nick Hækkerup          | 3 oktober 2011   | 9 augusti 2013                 | Socialdemokratiet       |
| Försvarsminister                                                     |          | Nicolai Wammen         | 9 augusti 2013   | 3 februari 2014                | Socialdemokratiet       |
| Kulturminister                                                       |          | Uffe Elbæk             | 3 oktober 2011   | 5 december 2012                | Radikale Venstre        |
| Kulturminister                                                       |          | Marianne Jelved        | 6 december 2012  | 3 februari 2014                | Radikale Venstre        |
| Skatteminister                                                       |          | Thor Möger Pedersen    | 3 oktober 2011   | 16 oktober 2012                | Socialistisk Folkeparti |
| Skatteminister                                                       |          | Holger K. Nielsen      | 16 oktober 2012  | 12 december 2013               | Socialistisk Folkeparti |
| Skatteminister                                                       |          | Jonas Dahl             | 12 december 2013 | 30 januari 2014                | Socialistisk Folkeparti |
| Forsknings-, innovations- och högskoleminister                       |          | Morten Østergaard      | 3 oktober 2011   | 3 februari 2014                | Radikale Venstre        |
| Närings- och tillväxtminister                                        |          | Ole Sohn               | 3 oktober 2011   | 16 oktober 2012                | Socialistisk Folkeparti |
| Närings- och tillväxtminister                                        |          | Annette Vilhelmsen     | 16 oktober 2012  | 9 augusti 2013                 | Socialistisk Folkeparti |
| Närings- och tillväxtminister                                        |          | Henrik Sass Larsen     | 9 augusti 2013   | 3 februari 2014                | Socialdemokratiet       |
| Minister för stads-, bostads- och landsbygdsfrågor                   |          | Carsten Hansen         | 3 oktober 2011   | 3 februari 2014                | Socialdemokratiet       |
| Arbetsmarknadsminister                                               |          | Mette Frederiksen      | 3 oktober 2011   | 3 februari 2014                | Socialdemokratiet       |
| Barn- och utbildningsminister                                        |          | Christine Antorini     | 3 oktober 2011   | 3 februari 2014                | Socialdemokratiet       |
| Integrations- och socialminister                                     |          | Karen Hækkerup         | 3 oktober 2011   | 9 augusti 2013                 | Socialdemokratiet       |
| Integrations- och socialminister                                     |          | Annette Vilhelmsen     | 9 augusti 2013   | 30 januari 2014                | Socialistisk Folkeparti |
| Minister för utvecklingsbistånd                                      |          | Christian Friis Bach   | 3 oktober 2011   | 21 november 2013               | Radikale Venstre        |
| Minister för utvecklingsbistånd                                      |          | Rasmus Helveg Petersen | 21 november 2013 | 3 februari 2014                | Radikale Venstre        |
| Livsmedels-, jordbruks- och fiskeriminister                          |          | Mette Gjerskov         | 3 oktober 2011   | 9 augusti 2013                 | Socialdemokratiet       |
| Livsmedels-, jordbruks- och fiskeriminister                          |          | Karen Hækkerup         | 9 augusti 2013   | 12 december 2013               | Socialdemokratiet       |
| Livsmedels-, jordbruks- och fiskeriminister                          |          | Dan Jørgensen          | 12 december 2013 | 3 februari 2014                | Socialdemokratiet       |
| Handels- och investeringsminister                                    |          | Pia Olsen Dyhr         | 3 oktober 2011   | 9 augusti 2013 Ämbetet nedlagt | Socialistisk Folkeparti |
| Klimat-, energi- och byggnadsminister                                |          | Martin Lidegaard       | 3 oktober 2011   | 3 februari 2014                | Radikale Venstre        |
| Transportminister                                                    |          | Henrik Dam Kristensen  | 3 oktober 2011   | 9 augusti 2013                 | Socialdemokratiet       |
| Transportminister                                                    |          | Pia Olsen Dyhr         | 9 augusti 2013   | 30 januari 2014                | Socialistisk Folkeparti |
| Hälsominister                                                        |          | Astrid Krag            | 3 oktober 2011   | 30 januari 2014                | Socialistisk Folkeparti |
| Europaminister                                                       |          | Nicolai Wammen         | 3 oktober 2011   | 9 augusti 2013                 | Socialdemokratiet       |
| Europaminister                                                       |          | Nick Hækkerup          | 9 augusti 2013   | 3 februari 2014                | Socialdemokratiet       |
| Miljöminister                                                        |          | Ida Auken              | 3 oktober 2011   | 30 januari 2014                | Socialistisk Folkeparti |
| Jämställdhets- och kyrkominister och minister för nordiskt samarbete |          | Manu Sareen            | 3 oktober 2011   | 3 februari 2014                | Radikale Venstre        |